# Uma História Simples
Une histoire simple (prt/bra: Uma História Simples) é um filme teuto-francês de 1978, dirigido por Claude Sautet.
Este filme valeu a Romy Schneider o prêmio César de melhor atriz de 1979.

## Sinopse
Mulher de 40 anos que se dedica apenas ao trabalho e ao filho de 6 anos tem sua vida completamente mudada quando engravida.